# The Price of Thoughtlessness
The Price of Thoughtlessness è un cortometraggio muto del 1913 diretto da Ned Finley e interpretato, oltre che dal regista stesso, anche da Paul Kelly ed Helene Costello.

## Produzione
Il film fu prodotto dalla Vitagraph Company of America.

## Distribuzione
Distribuito dalla General Film Company, il film - un cortometraggio in una bobina - uscì nelle sale cinematografiche statunitensi l'11 novembre 1913. Nelle proiezioni, veniva programmato con il sistema dello split reel, accorpato in un'unica bobina con un altro cortometraggio prodotto dalla Vitagraph, il documentario The Canals of Venice.